# Hajdu Júlia
Hajdu Júlia (Budapest, 1925. szeptember 8. – Budapest, 1987. október 23.) zeneszerző, zongoraművész.

## Tanulmányai
Tanárai korán felfigyeltek zenei tehetségére, tanulmányait a budapesti Liszt Ferenc Zeneművészeti Főiskolán végezte, itt szerzett tanári diplomát; népzenét Kodály Zoltánnál, jazzhangszerelést Ránki Györgynél tanult, 1948-ban diplomázott. Zongorakísérőként is működött, többek között Honthy Hanna partnere volt, kísérte Ruttkai Évát, Kiss Manyit, Latabár Kálmánt. Nagyon szerette a gyerekeket és imádott tanítani, 1955 és 1982 között oktatott egykori iskolájában. Később a Vidám Színpadhoz szerződött, ahol kísérte a kabarékat, előadóművészek énekelték az ő szerzeményeit. Gyakran turnézott itthon és külföldön.
A Színházi adattárban regisztrált bemutatóinak száma: 10.

## Zeneszerzői munkássága

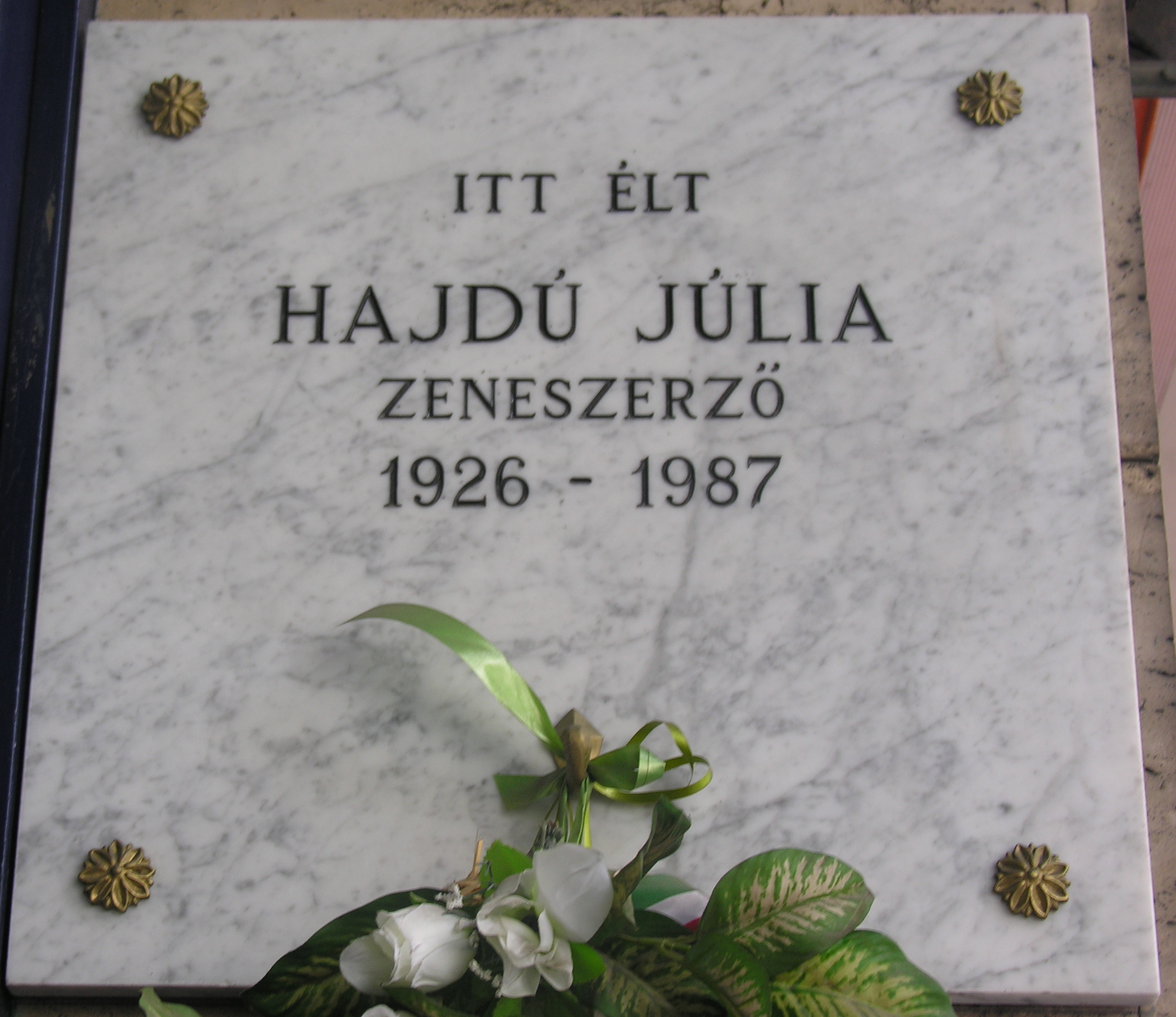
Budapest XIII. kerület, Pozsonyi út 7.

Több száz táncdal, rádió- és televízió- operettek, revük, dalok, táncszvitek (Téli örömök, Vidám percek stb.) áriák, szerenádok, filmkísérőzenék szerzője. 14 operettet írt. Több száz táncdalt, filmzenét, szerenádot, áriát komponált. 1950-ben bekerült a Magyar Televízióba, ahol három évig dolgozott.
Slágerei: Csak a szépre emlékezem (1953); Sétahajó (1954); Butaság gondolni rád; Pest megér egy estet.
Főbb operettjei:
- Füredi komédiások (1959)
- Doktorkisasszony (1960)
- Pest megér egy estet (1960)